# Groupe de renseignements et d'exploitation
 (août 2011).
Pour les articles homonymes, voir GRE.
Le Groupe de renseignements et d'exploitation (GRE) est un service spécial créé par les services secrets français en 1957 pendant la guerre d'Algérie, chargé de rechercher des renseignements et de détruire les cellules que le FLN créait dans Alger.

## Organisation
Le GRE comprend trois secteurs :
1. Le service renseignements avec soixante-dix agents ;
2. Le service d'exploitation ;
3. Le service organisation des populations dirigé par le capitaine Allain.

Les deux premiers secteurs sont à l'origine des opérations du type « bleuite ».
Avec l'accord du colonel Godard, le capitaine Paul-Alain Léger, formé par le SAS britannique et ancien commando en Indochine, agent du SDECE, décide de mettre sur pied une structure originale qu'il baptise Groupe de renseignements et d'exploitation (GRE), dont le but consiste à pénétrer l'organigramme de la zone autonome d'Alger (ZAA) pour mieux la détruire. À ses côtés deux adjoints anciens d'Indochine : le sergent-chef Barjoux et Abdelaziz Abdelhami surnommé Surcouf, assistés de Hacène Guendriche, alias Zerrouk (alias Safi, alias Basile) , retourné (ex chef de la région 3 de la ZAA et ami de Yacef Saadi) , Farès, Saidoun Said, Khouas Boualem, Alilou, Boutanna, Hani Ahmed alias Si Saddek  et Bob 
Le PC du GRE se trouvait au palais Bruce, 21 rue Émile Maupas dans la basse Casbah, siège du secteur Alger Sahel où le colonel Godard coordonnait l'action des parachutistes engagés dans la bataille d'Alger.
Au début il ne dispose que de très maigres moyens matériels, il recrute dans la quasi-clandestinité ses « employés », main-d'œuvre permanente ou agents, ces derniers des deux sexes, parmi les volontaires mais surtout parmi les « repentis » de l'organisation FLN. Ses relations amicales avec les officiers de renseignement des régiments parachutistes et la direction du camp d'internement de Beni Messous lui fournissent progressivement le personnel nécessaire à son projet. Il habille de bleus de mécaniciens certains de ses hommes qui ne sont ni militaires réguliers ni même supplétifs (ce sont seulement des volontaires à sa discrétion). Ils l'accompagnent dans diverses missions, participant à visage découvert aux actions entreprises. Très vite, ils vont devenir pour la population musulmane les « bleus de chauffe » ou simplement les « bleus », craints par ceux du FLN. La première préoccupation du chef du GRE est d'infiltrer un ou plusieurs de ses agents dans l'organisation clandestine de l'adversaire. La détermination et l'astuce d'une de ses premières recrues féminines lui permettent de réussir rapidement cette opération délicate qui aboutit à la récupération d'armes destinées au FLN, saisies dans une cache de la banlieue d'Alger 

## Opérations connues

### La bataille d'Alger
Cependant, au début de juin 1957, sous la direction de Yacef Saadi, responsable FLN de la Zone autonome d'Alger (ZAA), le terrorisme réapparaît en force dans l'agglomération. Aux arrêts d'autobus de la rue Lelluch, des lampadaires piégés explosent dans les files d'attente, le drame se reproduit quelques jours plus tard au casino de la Corniche. Les victimes sont des civils parmi lesquels beaucoup de femmes et d'enfants.
En juin marque la fin de la première phase de la bataille d'Alger de janvier à juin et le début de la seconde qui se termine en octobre 1957. De janvier à juin le colonel Trinquier et le commandant Aussaresses formaient le binôme chargé du renseignement auprès du général Massu. De juin à octobre, le colonel Godard et le capitaine Léger prennent la suite, avec des méthodes différentes où l'infiltration prend le pas sur l'extorsion d'informations 
En juillet, Léger et ses « bleus » interceptent des nouvelles livraisons d'armes, mais surtout, ils mettent la main sur Amara Ali dit Alilou, principal agent de liaison de Yacef Saadi, qui est « retourné », puis incorporé au GRE. En août les « bleus » s'attaquent aux groupes de choc, des jeunes à la solde du FLN qui tiennent la Casbah et dont nombreux sont arrêtés et retournés. Après un véritable combat, Si Mourad et Ramel, respectivement l'un responsable politico-militaire de la ZAA et l'autre chef du réseau bombes, sont tués au 5, rue de l'impasse St-Vincent de Paul. L'infiltration dans le réseau de courriers de Yacef Saadi permet la localisation de ce dernier, qui est capturé le 23 septembre, au 3, rue Caton. Abderrahmane Benhamida, le commissaire politique de la Casbah, tombe aux mains des « bleus » en octobre. Puis c'est l'exécuteur du FLN, Ali la Pointe qui, cerné avec ses complices au 5 rue des Abderames, son refuge, fut dynamité en partie avec son propres dépôt d'explosifs le 9 octobre, mettant fin ainsi à la bataille d'Alger.

### Crise de mai 1958
Lors des évènements consécutifs du 13 mai 1958, le GRE dont l'effectif s'est accru, comptant près de 300 Algériens, hommes et femmes activement ralliés à la cause l'Algérie française, va jouer un rôle important dans les manifestations de fraternisation qui vont amener la population de la Casbah sur le forum d'Alger. Non seulement le terrorisme a été totalement éradiqué dans Alger, mais toute l'implantation du FLN a, pour le moment, disparu de l'agglomération et la sécurité des populations est restaurée.
L'action du GRE contre le FLN va donc se poursuivre à l'extérieur de la capitale, notamment en Kabylie dans le secteur de Bordj Menaiel permettant l'arrestation et le retournement de Si Ahmed Sabri. 

### Infiltration de laWilaya IIIducolonel Amirouchepar le GRE
Depuis un certain temps  Zohra Tadjer dite « Rosa » une militante FLN âgée de dix-huit ans arrêtée par le GRE, propose ses services au capitaine Léger. Son ralliement et son empressement paraissant suspects, durant son interrogatoire, Léger va faire croire à la jeune fille qu'il existait des agents infiltrés jusque dans les cadres des maquis FLN. Au cours de ces séances d'intoxications il arrivait au capitaine de s'absenter quelques instants, laissant trainer sur son bureau des fausses listes marquées du tampon SECRET émanant prétendument de responsables FLN devenus correspondants ou agents du GRE. Rosa pouvait y lire les noms des  « informateurs » du capitaine. Effarée elle reconnut ceux des principaux chefs de la zone 1 en Wilaya III. Il fallait à toute force prévenir le maquis du complot qui se tramait. Léger lui en laissa le loisir en la libérant définitivement et comme il l'avait prévu, elle disparut.  À son arrivée au maquis de la Wilaya III, dirigée par le redoutable colonel Amirouche dit "le Loup de l'Akfadou", Rosa est immédiatement suspectée. Elle se défendit en produisant les « preuves » de la trahison des militants et surtout des responsables FLN en contact avec le GRE. Elle est malgré tout considérée comme un agent double car elle a été vue en compagnie de Léger, questionnée et torturée en conséquence par le sanguinaire Mahyouz Hacène. Elle avoue tout ce que ses tourmenteurs souhaitent entendre, quitte à en rajouter. Sa confession qui n'avait rien à voir avec la réalité, ne devait trouver un terme qu'avec son exécution. Les interrogatoires des faux agents dénoncés par Rosa déclenchent un effet boule de neige imprévisible : d'abord dans la Wilaya III du colonel Amirouche qui se répercutera ensuite dans les wilayas voisines. Mahyouz Hacène écrira à Amirouche : "J'ai découvert le complot dans ma zone mais il y a des ramifications dans toute la Wilaya et encore plus dans la Wilaya IV. Il faut prendre les mesures et nous amputer de tous ces membres gangrénés sans quoi nous crèverons...". Hacène fut chargé par son supérieur de poursuivre les enquêtes sur toute l'étendue de la Wilaya.
En définitive, cette ultime opération d'intoxication aura des répercussions qui vont dépasser et de loin, tout ce qu'on aurait pu prévoir... Un véritable virus de suspicion (qu'on baptisera plus tard la « bleuite », par allusion au « bleu de chauffe »). Les arrestations, les dénonciations se multiplient en quelques mois. Les interrogatoires sont si violents que dans beaucoup de cas les rapports officiels de la Wilaya III signaleront une moyenne de six suspects sur dix « décédés en cours d'interrogatoires". À ce régime, les suspects racontent n'importe quoi et Amirouche se sent renforcé dans son espionnite 
Les estimations concernant le nombre des liquidations varient entre 2 000 et 6 000 morts. Dans sa circulaire, Amirouche précise que les traitres sont surtout des personnes instruites, intellectuels, étudiants, collégiens, médecins et enseignants 
le gre de blida était dirigé par le lieutenant malassenet
il était basé au moulin ricci sur la route de la chiffa
sa principale operation a ete l'elimination du chef fellaga ali laama
en 1960